# Muzyka ilustracyjna

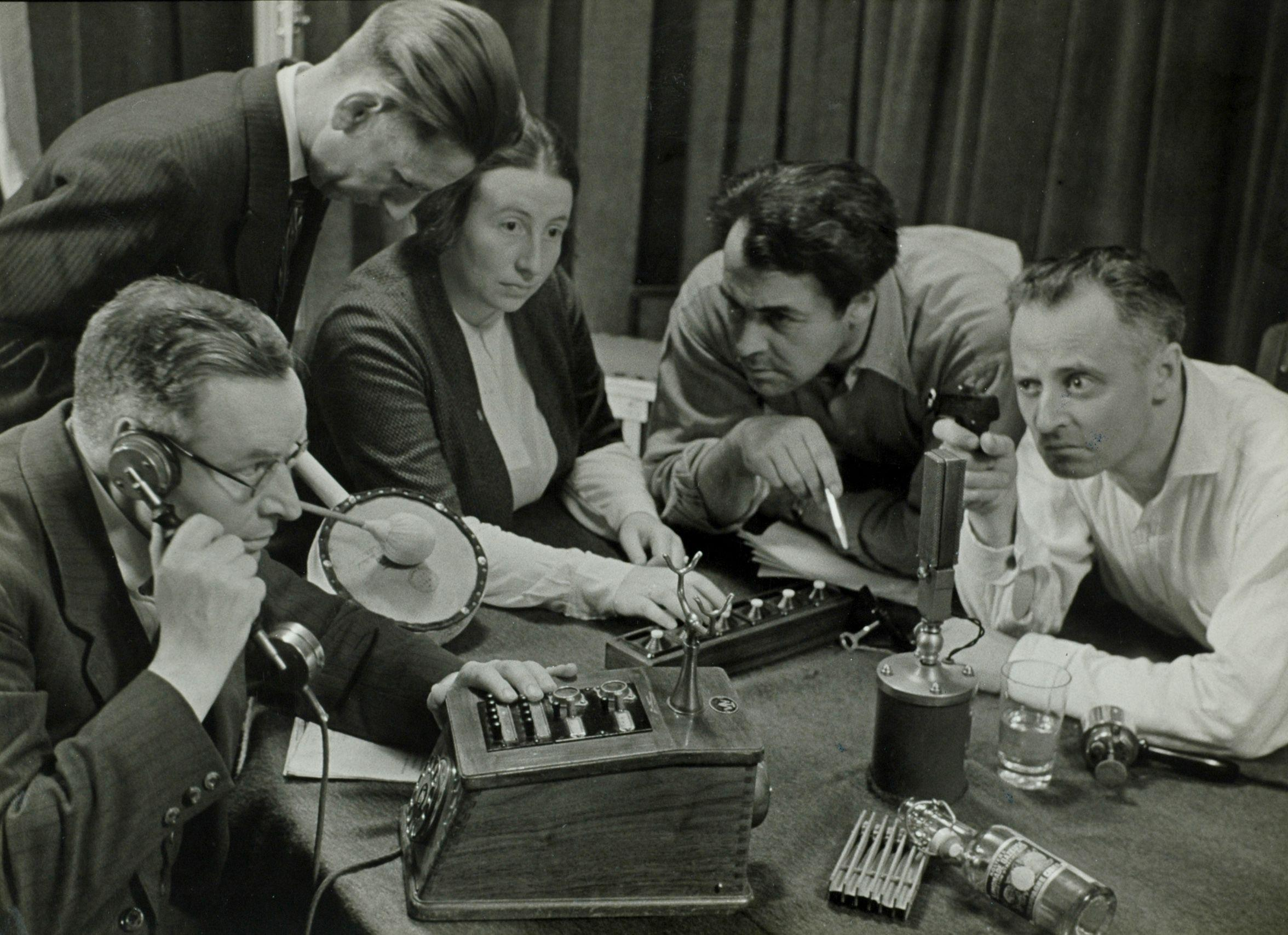
Grupa aktorów podczas nagrywania słuchowiska radiowego z wykorzystaniem przedmiotów i przyrządów służących do wywołania dźwięków onomatopeicznych

Muzyka ilustracyjna – termin oznaczający w węższym kontekście muzykę, której zadaniem jest obrazować znaczenia słów lub naśladować pozamuzyczne zjawiska realne, np. odgłosy polowania, bitwy i zjawiska przyrodnicze (śpiew ptaków, odgłosy burzy). Ma zastosowanie m.in.: w słuchowiskach radiowych, w teatrze, w filmie, w muzyce koncertowej; jest elementem muzyki programowej; stanowi przeciwieństwo muzyki absolutnej.
W szerszym kontekście termin muzyka ilustracyjna oznacza muzykę towarzyszącą widowisku (np. sztuce teatralnej i filmowi), skomponowaną w celu muzycznego zilustrowania przedstawianych wydarzeń i wywołania u widza określonego nastroju. W tym znaczeniu muzyka ilustracyjna związana jest z teatrem od jego początków w starożytności. Współcześnie kojarzona jest głównie ze sztuką filmową. Może przybierać rozmaite formy, od trywialnych wtrąceń onomatopeicznych po majestatyczne kompozycje budujące ponadczasowy, doniosły nastrój, jak np. w ścieżce dźwiękowej do filmu 2001: Odyseja kosmiczna, w której Kubrick połączył tematy z poematu symfonicznego Tako rzecze Zaratustra Richarda Straussa, z walca Nad pięknym modrym Dunajem Johanna Straussa II oraz muzykę elektroniczną skomponowaną przez Györgya Ligetiego.

## Przykłady

### Ilustrowanie słów
- ruch melodii w górę przy słowie ascendit (wstąpił), ruch melodii w dół przy słowie descendit (zstąpił) w XVI-wiecznej muzyce chóralnej[2]
- wyraźnie niższy dźwięk podczas śpiewania słów in low places (w znaczeniu „w niskich warstwach społecznych”) w piosence „Friends in Low Places(inne języki)” Gartha Brooksa[11]
- gwałtowna i wyraźna pauza tuż po słowie stop w piosence „U Can’t Touch This” MC Hammera[11]
- o pół tonu wyższy dźwięk przy każdej z 13 repetycji słowa rise (dosłownie: wzrastać, rosnąć, powstawać) w piosence „Smash the Mirror” zespołu The Who[12]

### Ilustrowanie zjawisk
- dźwięk trąbki pocztyliona w kaprysie „Capriccio na odjazd ukochanego brata(inne języki)” (1704) Johanna Sebastiana Bacha[3]
- głos kukułki zilustrowany interwałem opadającej tercji w utworze klawesynowym „Kukułka” (1735) Louisa-Claude’a Daquina[4]
- głosy kukułki i szczygła w VI symfonii F-dur (1807–1808) Ludwiga van Beethovena[3]
- grzmoty w scenie burzy w Cyruliku sewilskim (1816) Gioacchina Rossiniego[3]
- głos sygnaturki kaplicznej w kantacie Widma (ok. 1859) Stanisława Moniuszki[3]
- stuk kości w Tańcu szkieletów (1874) Camille’a Saint-Saënsa[3]
- odgłosy zwierząt w Karnawale zwierząt (1886) Camille’a Saint-Saënsa[3]
- krzyk w serialu animowanym Przygody Gapiszona (1964) Jerzego Kotowskiego[13]

### Ilustrowanie widowisk
- twórczość Henry’ego Purcella ilustrująca widowiska teatralne w okresie baroku[7]
- muzyka Felixa Mendelssohna (1826) do Snu nocy letniej Williama Shakespeare’a[7]
- suita (1867–1891) Edvarda Griega do dramatu Peer Gynt Henrika Ibsena[7]
- cykl 7 pieśni W izbie dziecięcej (1870) Modesta Musorgskiego[14]
- muzyka Georges’a Bizeta (1872) do sztuki Arlezjanka Alphonse’a Daudeta[7]
- muzyka Gabriela Fauré i Jeana Sibeliusa (1892) do dramatu Peleas i Melisanda Maurice’a Maeterlincka[7]
- poemat symfoniczny W Tatrach (1902) i Suita słowacka (1903) Vítězslava Nováka[15]
- muzyka Williama Waltona (1941–1942) do Makbeta Williama Shakespeare’a[7]
- balet Zaczarowana oberża (1945) Antoniego Szałowskiego[16]
- muzyka Andrzeja Korzyńskiego do filmu Akademia pana Kleksa (1983)[17]
- muzyka towarzysząca scenom ucieczki psów przed wilkami w filmie animowanym Połkan i Szawka(inne języki) (1949) Aleksandra Iwanowa[18]
- muzyka Zygmunta Koniecznegodo filmu Prymas. Trzy lata z tysiąca (2000)[19]